# حد اکبر
در فقه و حقوق اسلامی حد اکبر عبارت است از مجازات زنای محصنه که برابر با رجم یا سنگسار می‌باشد.